# 泉で足を洗う男のいる風景
『泉で足を洗う男のいる風景』（いずみであしをあらうおとこのいるふうけい、仏: Paysage avec un homme se lavant les pieds à la fontaine、英: Landscape with a Man washing his Feet at a Fountain）は、17世紀フランスの画家ニコラ・プッサンが1648年ごろ、キャンバス上に油彩で制作した絵画である。元来、おそらくローマにいたプッサンの庇護者ジャン・ポワンテル (Jean Pointel) が所有していた。作品は1826年にジョージ・ボーモント卿から寄贈されて以来、ナショナル・ギャラリー (ロンドン) に所蔵されている。

## 作品
この風景画では、青空と豊かに葉の茂った木々が暖かな気候を表している。小道と川が鑑賞者の視線を遠方の山の中に建物のある町の方に導く。左側に座っている男が泉で足を洗っている。右側の羊飼いの隣に座っている女は、寺院の一部かもしれない巨大な柱を指差している。画面に見える大きな水盤は往々にして寺院のそばに置かれ、参拝者が寺院に入る前の清めの儀式として足を洗うことができるようになっていた。中央右寄りの神殿、あるいは木に付けられた小さな彫像は、通常見られないモティーフである。彫像の上にある剣と鞘は、地面に横になっている男のものかもしれない。そうであれば、男が最近、軍隊生活を引退したことを示唆する。
本作は古代美術の様相を見せている。実際、人物と彼らの衣服の堅固な外観は古代彫刻を想起させるのである。それは、とりわけ画面右側に向かって歩いている女の姿に見て取れる。作品には非常に豊かな意味が含まれているように見えながら、主題についてはわかっていない。しかし、古代ローマのアイリアノスの著作『ギリシャ奇談集 (Varia historia)』に登場するテッサリア (ギリシャ) 地域のテンペの谷 (Vale of Tempe) の描写に触発された可能性がある。それによると、「谷には無限の空き地があり、それらは木々の葉によって完全な日陰になって、夏の旅行者に快適な休息地を提供する…冷たい水の湧き出る数多くの泉があり、その水はとても美味で、飲むのにうってつけである」。
1821年に、イギリスの風景画家ジョン・コンスタブルは、本作を「私が今までに見た中で最も感動的な絵画だ」と記した。